# Стюарт, Анита
Анита Стюарт (англ. Anita Stewart, урождённая Анна Стюарт, 7 февраля 1895 — 4 мая 1961) — американская актриса эпохи немого кино.

## Биография
Анита Стюарт родилась 7 февраля 1895 года в Бруклине, США. В 1911 году киностудия «Vitagraph» предложила актрисе контракт, и в том же году состоялся её дебют в кино в короткометражной драме «Повесть о двух городах». В 1917 году актриса вышла замуж за актёра Рудольфа Камерона и через этот брак стала невесткой режиссёра Ральфа Инса, по протекции которого стала получать более заметные роли в картинах киностудии. В конце 1910-х и начале 1920-х годов Анита была одной из самых популярных актрис немого кино и часто снималась в романтических мелодрамах в паре со своим мужем.
В 1918 году Анита ушла с киностудии «Viragraph» и заключила контракт с будущим киномагнатом Луисом Б. Майером. Согласно условиям этого контракта Анита основала собственную компанию, которая продюсировала картины под руководством киностудии Майера в Лос-Анджелесе. Между 1918 и 1919 годами Анита выпустила семь относительно успешных фильмов, в каждом из которых играла главную роль. На протяжении 1920-х годов актриса продолжала сниматься — всего в эру немого кино на экраны вышло 100 картин с её участием. В 1928 году она развелась с Камероном и через год вышла замуж вторично за некоего Джорджа Пибоди Конверса.
Карьера Аниты закончилась с наступлением эры звукового кино. Появившись в 1932 году в своем единственном звуковом фильме «Голливудский гандикап», актриса перестала сниматься. Она умерла от сердечного приступа 4 мая 1961 года в Беверли-Хилс. За вклад в развитие киноискусства Анита Стюарт была удостоена звезды на Голливудской Аллее Славы.